# Соколовка (Кривой Рог)
Соколовка (укр. Соколовка) — исторический район Кривого Рога, бывший рабочий посёлок.

## История
Основана как рабочий посёлок в 1922 году переселенцем из села Лозоватка Соколовским, от фамилии которого и получила своё название. В 1930-х годах Соколовка была обычным горняцким посёлком с хаотической застройкой. Жители работали на шахтах и рудниках Кривого Рога. Наибольшее развитие посёлок получил в 1950—1960-х годах. На территории посёлка с 1922 по 1976 год действовало ныне закрытое для захоронений Соколовское кладбище площадью 1,48 га и имеющее 1140 захоронений.

## Характеристика
Жилой массив частного сектора в восточной части Покровского района Кривого Рога, расположенный на левом берегу Крэсовского водохранилища реки Саксагань. На юго-западе граничит с историческим районом посёлком Стаханова, на юге и юго-востоке с 4-м Заречным, 5-м Заречным и 7-м Заречными микрорайонами. Имеет 15 улиц частного сектора, где проживает более 1000 человек.

### Улицы
- Пригородная ул.
- ул. Фарадея
- ул. Фабрициуса
- Привольная ул.
- Огородная ул.
- Гранитная ул.
- пер. Алексеева
- Артековский пер.